# البا (آلاباما)
البا (به انگلیسی: Elba) شهری در شهرستان کافی ایالت آلاباما است که مساحت آن ۳۹٫۹۳ کیلومتر مربع است و در سرشماری سال ۲۰۱۰ میلادی، ۳٬۹۴۰ نفر جمعیت داشته و تراکم جمعیتی آن، ۹۸٫۶۷ نفر در هر کیلومتر مربع بوده‌است.